# Антиох VII Сидет
Антиох VII Еуергет (грчки: Ἀντίοχος Ζ΄ Ευεργέτης; око 164/160. п. н. е. - 129. п. н. е.) је био краљ хеленистичке Селеукидског краљевства од 138. до 129. године п. н. е. Последњи је краљ по чијом владавином се Селеукидско краљевство могла сматрати великом силом.

## Биографија
Антиох је био брат Деметрија II Никатора. Припадао је Селеукидској династији. На престо је дошао 138. године п. н. е. након што је његов брат заробљен на походу против Парћана. На почетку владавине, морао је поразити супарничког краља, генерала Диодота Трифона, који је владао најпре као регент Антиоха VI Диониса, а потом и као самосталан краљ. Потом се оженио братовљевом супругом Клеопатром Теом. Антиох је био релативно способан војсковођа. Године 134. п. н. е. опсео је Јерусалим, присиливши Хасмонејце да му плаћају данак. Потом је кренуо на исток, против Парћана, користећи се њиховом заузетошћу походом на Тохараца. Успео је ослободити Месопотамију и Медију, чиме је Селеукидско краљевство последњи пут преузела контролу над овим територијама. Следеће године страдао је код Ектабане. Након тога, брат му је пуштен из заробљеништва, али се селеукидска држава де факто распала. Селеукиди су остали да владају једино на територији Сирије.

## Породично стабло
|  |                      |  |  |  |  |  |  |  |  |  |  |  |  |  |  |  |
|  | 2. Деметрије I Сотер |  |  |  |  |  |  |  |  |  |  |  |  |  |  |  |
|  |                      |  |  |  |  |  |  |  |  |  |  |  |  |  |  |  |
|  |                      |  |  |  |  |  |  |  |  |  |  |  |  |  |  |  |
|  | 1. Антиох VII Сидет  |  |  |  |  |  |  |  |  |  |  |  |  |  |  |  |
|  |                      |  |  |  |  |  |  |  |  |  |  |  |  |  |  |  |
|  |                      |  |  |  |  |  |  |  |  |  |  |  |  |  |  |  |
|  | 3. Лаодика V         |  |  |  |  |  |  |  |  |  |  |  |  |  |  |  |
|  |                      |  |  |  |  |  |  |  |  |  |  |  |  |  |  |  |
|  |                      |  |  |  |  |  |  |  |  |  |  |  |  |  |  |  |